# Sun Ray
Sun Ray — серия тонких клиентов без сохранения состояния, предназначенных для корпоративных сред. Представлена компанией Sun Microsystems в сентябре 1999 года. Серия Sun Ray создана в качестве замены серии JavaStation.
На вторую половину 2020 года развитие серии фактически прекращено. Разработка новых аппаратных и программных составляющих не планируется. Поддержка уровня Premier Support будет доступна до 2020 года (в течение трех лет при подписке до марта 2017 года для Oracle VDI и до ноября 2017 года для SRS).

## Дизайн
Клиенты Sun Ray подсоединяются по сети к серверу Sun Ray Server. Программное обеспечение Sun Ray Server Software доступно для операционных систем Solaris и Linux. Версия для Solaris 10 обладает самым богатым функционалом, версия для Solaris 11 не имеет некоторых специфических функций в реализации режима Kiosk mode, версия для Linux имеет значительно меньший функционал, меньшую в некоторых задачах производительность и не решенные проблемы с локализацией ввода.
В 2007 году Sun и британская компания Thruput интегрировали Sun Ray 2FS в мониторы.

## Модели
Все продукты Sun Ray сняты с производства.
- Sun Ray 3 — с 30 сентября 2016;
- Sun Ray 3 Plus — с 30 сентября 2016;
- Sun Ray 3i — с 30 ноября 2017.

## Аппаратная реализация
Машины Sun Ray 1, 1g и 100 используют процессор microSPARC-IIep на основе SPARC.
Машины Sun Ray 2 используют микропроцессор RMI Alchemy Au1550 processor на основе MIPS.